# Haldwani Talli
Haldwani Talli es una ciudad censal situado en el distrito de Nainital,  en el estado de Uttarakhand (India). Su población es de 8159 habitantes (2011). Se encuentra a 25 km de Nainital.

## Demografía
Según el censo de 2011 la población de Haldwani Talli era de 8159 habitantes, de los cuales 4267 eran hombres y 3892 eran mujeres. Haldwani Talli tiene una tasa media de alfabetización del 89,37%, superior a la media estatal del 78,82%: la alfabetización masculina es del 94,13%, y la alfabetización femenina del 84,25%.